# Hieracium gronovii
Hieracium gronovii là một loài thực vật có hoa trong họ Cúc. Loài này được Willd ex L. mô tả khoa học đầu tiên năm 1753.